# Little Falls (Minnesota)
Little Falls is een plaats (city) in de Amerikaanse staat Minnesota, en valt bestuurlijk gezien onder Morrison County. Hier groeide de luchtvaartpionier Charles Lindbergh op.

## Demografie
Bij de volkstelling in 2000 werd het aantal inwoners vastgesteld op 7719.
In 2006 is het aantal inwoners door het United States Census Bureau geschat op 8180, een stijging van 461 (6.0%).

## Geografie
Volgens het United States Census Bureau beslaat de plaats een oppervlakte van
17,5 km², waarvan 16,2 km² land en 1,3 km² water.

## Geboren
- Brian Kobilka (1955), wetenschapper en Nobelprijswinnaar (2012)
- Charles Lindbergh groeide hier op.

## Plaatsen in de nabije omgeving
De onderstaande figuur toont nabijgelegen plaatsen in een straal van 20 km rond Little Falls.